# Ghiacciaio Elliott
Il ghiacciaio Elliott (in inglese Elliott Glacier) è un piccolo ghiacciaio situato sulla costa di Budd, nella parte occidentale della Terra di Wilkes, in Antartide. Il ghiacciaio, il cui punto più alto si trova a circa 40 m s.l.m., fluisce verso nord fino ad arrivare alla costa, a metà strada tra capo Hammersly e capo Waldron.

## Storia
Il ghiacciaio Elliott è stato mappato grazie a fotografie aeree scattate durante l'operazione Highjump, 1946-1947, ed è stato in seguito così battezzato dal Comitato consultivo dei nomi antartici in onore di Samuel Elliott, guardiamarina a bordo del Vincennes, uno sloop facente parte della Spedizione di Wilkes, 1838-42, ufficialmente conosciuta come "United States Exploring Expedition" e comandata da Charles Wilkes.